# Kvintil (rimski cesar)
Mark Avrelij Klavdij Kvintil (latinsko Marcvs Avrelivs Clavdivs Qvintillvs) je bil rimski cesar, ki je vladal nekaj tednov ali največ šest mesecev leta 270, * ni znano, Sirmium, Spodnja Panonija, † 270, Aquileia, Italija.
Bil je brat cesarja Klavdija II. Gotskega  in po njegovi smrti njegov naslednik. Kvintilovi zahtevi po rimskem prestolu je ugovarjal Avrelijan, ki so ga za cesarja razglasile njegove legije. Kvintilova vladavina ni trajala dlje kot šest mesecev. Nekateri viri omenjajo, da je vladal samo 17 dni. Različni viri različno opisujejo tudi vzrok njegove smrti: ubili so ga njegovi vojaki, padel je v bitki z Avrelijanom in naredil je samomor.

## Zgodnje življenje
Rojen je bil v Sirmiju v Spodnji Panoniji v družini iz nižjega družbenega razreda. Znan je postal šele potem, ko je rimski prestol leta 268 zasedel njegov brat Klavdij II. Gotski. Med bratovim vladanjem je bil morda prokurator Sardinije.

## Vladanje
Kvintila je za cesarja imenoval rimski senat ali vojaki njegovega pokojnega brata. Evtropij poroča, da so ga takoj po bratovi smrti za cesarja izvolili vojaki rimske armade, izvolitev pa je zatem odobril rimski senat.  Zonara poroča, da ga je izvolil neposredno senat. Klavdijeve legije na pohodu ob Donavi za njegovo izvolitev ali niso vedele ali je niso odobravale in so za novega cesarja izbrale svojega aktualnega poveljnika  Avrelijana.
Zapisi o Kvintilovi vladavini so protislovni. Po nekaterih poročilih je vladal le 17 dni, po drugih pa  177, se pravi približno šest mesecev. Zapisi se razhajajo tudi glede vzroka njegove smrti. Historia Augusta poroča, da so ga ubili njegovi vojaki v odgovor na njegovo strogo vojaško disciplino, Jerome poroča, da so ga umorili,  verjetno v konfliktu z Avrelijanom. Ivan Antioški in Ivan Zonara poročata, da je naredil samomor, tako da si je prerezal žile in izkrvavel. Ivan Antioški omenja tudi to, da je pri samomoru sodeloval 
zdravnik. Nekateri avtorji sploh ne omenjajo vzroka njegove smrti, vsi pa se strinjajo, da je umrl v Ogleju.
Kvintila sta preživela oba njegova sinova.
Historia Augusta omenja, da sta imela Klavdij in Kvintil brata Krispa. Krispova hčerka Klavdija se je poročila z Evtopijem in bila mati cesarja Konstancija Klora. Nekaj zgodovinarjev sumi, da je rodoslovne ponarejeno, da bi godilo cesarju Konstantinu I.

## Zapuščina
Ohranjeni rimski zapisi omenjajo Kvintila kot zmernega in sposobnega cesarja. Bil je ljubljenec senata, primerljiv s svojima predhodnikoma Galbo in Pertinaksom. Vsi trije so bili v senatu zelo cenjeni, čeprav so vladali manj kot eno leto.

### Primarni viri
- Aurelius Victor, Epitome de Caesaribus
- Eutropius, Breviarium ab urbe condita
- Historia Augusta, Life of Claudius
- Joannes Zonaras, Compendium of History extract: Zonaras: Alexander Severus to Diocletian: 222–284
- Zosimus, Historia Nova

### Sekundarni viri
- Banchich, Thomas, "Quintillus (270 A.D)", De Imperatoribus Romanis.
- Jones, A.H.M., Martindale, J.R. The Prosopography of the Later Roman Empire, Vol. I: AD260-395, Cambridge University Press, 1971.
- Southern, Pat. The Roman Empire from Severus to Constantine, Routledge, 2001.
- Gibbon, Edward. Decline & Fall of the Roman Empire (1888).

| Vladarski nazivi               | Vladarski nazivi | Vladarski nazivi     |
| ------------------------------ | ---------------- | -------------------- |
| Predhodnik: Klavdij II. Gotski | Rimski cesar 270 | Naslednik: Avrelijan |